# Житловий комплекс на Провіантській вулиці, 3
Житлови́й будинок на Провіантській вулиці, 3 — 29-поверховий хмарочос у місті Київ. Побудовано у 2000–2003 роках.

## Характеристики
- Підземний паркінг на 125 машиномісць.
- На даху житлового комплексу міститься пентхаус. Він складається з трьох поверхів, має окремий ліфт та величезну терасу, на якій розташований басейн.